# 뤼스 이리가레
뤼스 이리가레(Luce Irigaray, 뤼스 이리가라이, 1930년 5월 3일 ~)는 벨기에에서 태어난 페미니스트, 철학자, 언어학자, 정신분석학자이자 문화이론가이다. 《다른 여성의 검시경》(Speculum of the Other Woman, 1974)과 《하나가 아닌 성》(This Sex Which Is Not One, 1977)으로 잘 알려져있다.

## 삶
뤼스 이리가레는 1955년에 벨기에의 루뱅대학교에서 철학으로 석사학위를 받았고, 1956년부터 1959까지 브뤼셀의 학교에서 교사생활을 했다. 1960년대 초반 파리로 건너가 1961년 파리 대학교에서 심리학으로 석사학위를 받고 1962년 정신병리학으로 디플로마 학위(대한민국 학제에는 없는 학위로, 굳이 비교하자면, “수료”에 해당한다. 유럽에서 디플로마 학위는 석사와 박사 사이로 취급하는 경우가 많다.)를 받았다. 1962년부터 1964년까지 그녀는 벨기에의 국립과학연구기금(NFWO)에서 일하다가 후에 파리의 중앙국립과학연구소(CNRS)에서 연구조교로 일하게 되었다.
1960년대 초반 이리가레는 자크 라캉의 정신분석학 세미나에 참여했고, 분석학자로서 훈련을 받았다. 1968년에 언어학으로 박사학위를 받았으며
1969년 프랑스 여성운동의 선구자인 앙투아네트 푸크(Antoinette Fouque)를 분석하였다. 1970년부터 71년까지 파리 제8대학교에서 가르쳤는데 이 시기에 그녀는 라캉이 지도했던 학교 파리 프로이드학교(École Freudienne de Paris)의 회원이었다.
파리 제8대학교에서 면직을 당한 직후 이리가레의 두 번째 박사학위논문인 《다른 여성의 검시경》을 발표하였다.
1982년 두 번째 학기중에 이리가레는 로테르담의 에라스무스 대학교에서 철학강좌를 했는데, 이곳에서의 연구성과는 《성적 차이의 윤리학》(An Ethics of Sexual Difference)으로 출판되었고 그녀의 대륙철학자로서의 입지를 다지게 하였다.
이리가레는 1980년대부터 파리의 중앙국립과학연구소에서 여성과 남성 언어의 차이점에 대한 연구를 진행하였다. 1986년 심리학 위원회에서 그녀가 더 좋아했던 분야인 철학 위원회로 바꾸었다.
2003년 12월 런던 대학교에서, 2008년에는 유니버시티 칼리지 런던에서 명예 문학박사학위를 수여받았다. 2004년부터 2006년까지 영국의 노팅햄 대학교 근대 언어학과의 방문교수였다.

## 저작
- 《다른 여성의 검시경》 Speculum of the Other Woman 1974
- 《하나가 아닌 성》 This Sex Which Is Not One 1977
- And the One Doesn't Stir without the Other 1979
- Marine Lover: Of Friedrich Nietzsche, 1980
- 《근원적 열망》 Elemental Passions 1982
- Belief Itself 1983
- The Forgetting of Air: In Martin Heidegger 1983
- 《성적 차이의 윤리학》 An Ethics of Sexual Difference 1984
- To Speak is Never Neutral 1985
- 《성과 계보》 Sexes and Genealogies 1987
- Thinking the Difference: For a Peaceful Revolution 1989
- 《나, 너, 우리: 차이의 문화를 향해》 Je, tuous: Towards Culture of Difference 1990
- I Love to You: Sketch for a Felicity Within History 1990
- Democracy Begins Between Two 1994
- To Be Two 1997
- 《서양과 동양사이》 Between East and West 1999
- The Way of Love 2002
- Sharing the World

## 같이 보기
- 엘렌 식수
- 쥘리아 크리스테바